# Alchemilla grisebachiana
Alchemilla grisebachiana é uma espécie de rosácea do gênero Alchemilla, pertencente à família Rosaceae.